# Omar Acha
Omar Acha (julio de 1971) es un historiador, investigador, bibliotecólogo y ensayista político argentino.

## Carrera
Omar Acha se desempeña como Investigador Principal en el Consejo Nacional de Investigaciones Científicas y Técnicas e Investigador Asociado en el Centro de Investigaciones Filosóficas. Es docente de Filosofía de la Historia en la Universidad de Buenos Aires. Fue miembro editor de las revistas Nuevo Topo. Revista de Historia y Pensamiento Crítico y de Herramienta. Revista de Teoría y Crítica Marxista, publicadas en Buenos Aires.
Ha obtenido el Primer Premio Internacional de Historia, organizado por el Departamento de Historia de la UBA, la Editorial Universitaria de Buenos Aires y la Fundación Banco de la Ciudad de Buenos Aires, en 2005, y el Premio Nacional de Cultura 2015, rubro Ensayo Psicológico, otorgado por el Ministerio de Cultura de la Nación.
Sus campos principales de especialización son la teoría crítica de la sociedad (marxismo, psicoanálisis) y la historia (peronismo, historia de la historiografía).

## Obras
- El sexo de la historia. Intervenciones de género para una crítica antiesencialista de la historiografía, Buenos Aires, El Cielo por Asalto, 2000. 156 p. ISBN 987-9035-19-4.
- Cuerpos, géneros e identidades. Estudios de historia de género en Argentina (compilación junto a Paula Halperin), Buenos Aires, Ediciones del Signo, 2000, 308 p. ISBN 987-98166-1-7.
- Carta abierta a Mariano Grondona. Interpretación de una crisis argentina, Buenos Aires, Centro Cultural de la Cooperación, 2003.
- La trama profunda. Historia y vida en José Luis Romero, Buenos Aires, El Cielo por Asalto, 2005, 193 p. ISBN 987-9035-30-5.
- La nación futura. Rodolfo Puiggrós en las encrucijadas argentinas del siglo XX, Buenos Aires, Editorial Universitaria de Buenos Aires, 2006, 330 p. ISBN 950-23-1561-8.
- Freud y el problema de la historia, Buenos Aires, Prometeo Libros, 2007, 168 p. ISBN 978-987-574-167-6.
- La nueva generación intelectual. Incitaciones y ensayos, Buenos Aires, Herramienta Ediciones, 2008, 197 p. ISBN 978-987-22929-9-7.
- Las huelgas bancarias, de Perón a Frondizi (1945-1962). Contribución a la historia de las clases sociales en la Argentina, Buenos Aires, Ediciones del Centro Cultural de la Cooperación, 2008, 254 p. ISBN 978-987-24591-09.
- Historia crítica de la historiografía argentina. Vol. 1. Las izquierdas en el siglo XX, Buenos Aires, Prometeo Libros, 2009. 383 p. ISBN 978-987-574357-1.
- Inconsciente e historia después de Freud. Cruces entre psicoanálisis, historia y filosofía (compilación junto a Mauro S. Vallejo), Buenos Aires, Prometeo Libros, 2010, 286 p. ISBN 978-987-574-435-6.
- Los muchachos peronistas. Orígenes olvidados de la Juventud Peronista, 1945-1955, Buenos Aires, Planeta, 2011, 252 p. ISBN 978-950-49-2703-7.
- El hecho maldito. Conversaciones para otra historia del peronismo (en colaboración con Nicolás Quiroga), Rosario, Prohistoria Ediciones, 2012, 236 p. ISBN 978-987-1855-21-6.
- Un revisionismo histórico de izquierda. Y otros ensayos de política intelectual, Buenos Aires, Herramienta Ediciones, 2012, 206 p. ISBN 978-987-1505-30-2.
- Asociaciones y políticas en la Argentina del siglo veinte. Entre prácticas y expectativas, Buenos Aires, Prometeo Libros, 2014, 311 p. ISBN 978-987-574-653-4.
- Crónica sentimental de la Argentina peronista. Sexo, inconsciente y política, 1945-1955, Buenos Aires, Prometeo Libros, 2013, 409 p. ISBN 978-987-574-621-3.
- Cambiar de ideas. Cuatro tentativas sobre Oscar Terán, Buenos Aires, Prometeo Libros, 2017, 260 p. ISBN 978-987-574-869-9.
- Encrucijadas de psicoanálisis y marxismo. Ensayos sobre la abstracción social, Buenos Aires, Teseo, 2018, 175 p. ISBN 978-987-723-174-8.
- La soledad de Marx. Estudios filosóficos sobre los Grundrisse (en colaboración con Mariano N. Campos, Facundo N. Martín y Lucas M. Villasenin), Buenos Aires, RAGIF Ediciones, 2019, 172 p. ISBN 978-987-46718-6-8.
- La Argentina peronista. Una historia desde abajo (1945-1955), Buenos Aires, Red Editorial, 2019, 90 p. ISBN 978-987-86-1521-9.